# شهرستان جین، لوان
شهرستان جین (به لاتین: Jin'an District) یک منطقهٔ مسکونی در چین است که در لوآن واقع شده‌است. شهرستان جین ۱٬۶۵۷ کیلومتر مربع مساحت و ۸۴۵٬۰۰۰ نفر جمعیت دارد.